# Анхуеј
Анхуеј (кин: 安徽, Ānhuī - комбинација имена градова Анћинг и Хуејџоу) је покрајина на истоку Народне Републике Кине. Површина покрајине је 139.400 km², где је 2009. живело 54.692.289 становника. Главни град је Хефеј.
Кроз Анхуеј протичу реке Јангце и Хуеј Хо. На југозападу покрајине су планине, међу којима је најпознатија и највиша Хуангшан са 1873 метра висине. Клима у покрајини је између умерене и суптропске. 
Покрајина Анхуеј је формирана у 17. веку. Главне привредне гране су пољопривреда и експлоатација и прерада гвоздене руде. Анхуеј је значајно сиромашнији од својих развијених источних суседа, покрајина Џеђанг и Ђангсу. 